# Giovanni Re
Giovanni Re (Castel San Giovanni, 4 novembre 1956) è un allenatore di calcio ed ex calciatore italiano, di ruolo ala.

## Carriera
Prelevato giovanissimo dalla Sampdoria, milita nelle formazioni giovanili della società blucerchiata vincendo il Torneo di Viareggio nel 1977 giocando da ala. Aggregato alla prima squadra nella stagione 1976-1977 a causa di due infortuni non riesce ad esordire in campionato, cosa che accade l'anno successivo, quando però la Sampdoria milita in Serie B. Coi blucerchiati resta fino al 1979 disputando un campionato da titolare ed uno nel quale per un grave infortunio scende in campo solo 4 volte
Passa quindi al Lecce, dove disputa forse le migliori stagioni della carriera mettendo a segno 9 reti in due stagioni. Nel 1981 passa alla Pistoiese appena retrocessa dalla Serie A, dove totalizza 36 presenze ottenendo la salvezza.
Scende quindi in Serie C1 al Modena, con cui nel 1986, dopo una breve parentesi alla Carrarese, ottiene la promozione in B. Resta fra i gialloblu anche nella stagione 1986-1987 realizzando le sue ultime 20 presenze fra i cadetti, quindi chiude la carriera agonistica al Chieti in Serie C2 nella stagione 1987-1988.
Chiude la carriera con 165 presenze e 13 reti in 6 campionati di Serie B, e il rimpianto di avere solo sfiorato, ripetutamente, la massima serie.
Mentre è stato allenatore della formazione Primavera-Allievi nazionali della Sampdoria gli è stata affidata per brevissimo tempo la gestione della prima squadra dopo gli esoneri di Menotti e l'anno successivo Spalletti. È rimasto per diverse stagioni nel settore tecnico dei blucerchiati   esercitando in quasi tutte le categorie, anche quella di coordinatore tecnico di tutta l'attività di base del settore giovanile blucerchiato. Attualmente ricopre l'incarico di osservatore federale per le squadre nazionali giovanili oltre al ruolo di responsabile tecnico del centro federale territoriale di ALASSIO (SV).